# Schriesheimer Kopf
Der Schriesheimer Kopf ist ein 529,2 m ü. NHN hoher bewaldeter Berg im Odenwald. Er liegt bei Wilhelmsfeld im baden-württembergischen Rhein-Neckar-Kreis. Auf seinem Gipfel steht der Aussichtsturm Teltschikturm.

## Geographie

### Lage
Der Schriesheimer Kopf erhebt sich im Naturpark Neckartal-Odenwald und im Geo-Naturpark Bergstraße-Odenwald unmittelbar südwestlich von Wilhelmsfeld, zu dessen Gemarkung er gehört. Der Berg ist die am weitesten nordöstlich gelegene Kuppe auf einem Höhenzug, der am 2,7 km westsüdwestlich gelegenen Weißen Stein (548,1 m) beginnt und über den 1 km südsüdwestlich  befindlichen Dossenheimer Kopf (538,9 m) zum Schriesheimer Kopf führt. Das Gebiet der namengebenden Gemeinde Schriesheim liegt etwa 7 km westlich des Berges an der Bergstraße.

### Naturräumliche Zuordnung
Der Schriesheimer Kopf gehört in der naturräumlichen Haupteinheitengruppe Odenwald, Spessart und Südrhön (Nr. 14) und in der Haupteinheit Sandstein-Odenwald (144) zur Untereinheit Zentraler Sandsteinodenwald (144.6). Über seine Nordflanke verläuft die Grenze der zur Haupteinheit Vorderer Odenwald (145) zählenden Untereinheit Eichelberg-Odenwald (145.1).

## Gipfelbereich

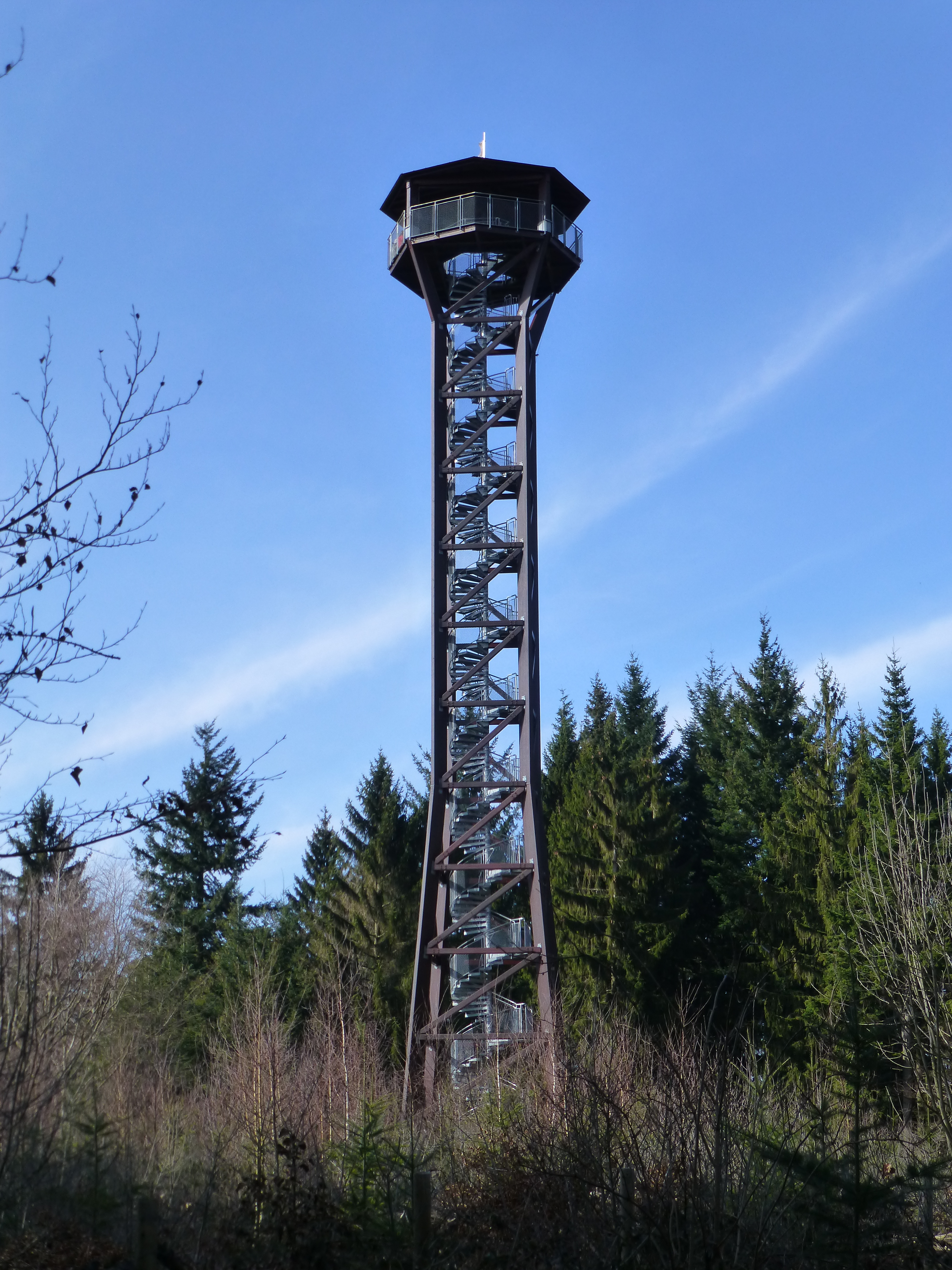
Teltschikturm

Am Gipfel des Schriesheimer Kopfs wurde in Erinnerung an die Deutsche Wiedervereinigung am 3. Oktober 1990 eine aus Mecklenburg stammende Linde gepflanzt, neben der aus diesem Anlass ein Gedenkstein errichtet wurde.

### Teltschikturm
Auf dem Schriesheimer Kopf steht der 41 m hohe Teltschikturm, von dem sich ein sehr guter Rundblick in den Odenwald bietet. Der Turm wurde auf Initiative von Walter Teltschik durch Spenden finanziert und nach Entwürfen seines Vetters Robert Teltschik 2001 errichtet. Er ist eine überdachte Holzkonstruktion mit Stahlwendeltreppe. Unweit des Turms befindet sich in Erinnerung an den Mäzen und Spender seit 2016 ein Gedenkstein.

## Verkehr und Wandern
Über den Schriesheimer Kopf führt u. a. der Europäische Fernwanderweg E1, an der Ost- und der Westseite des Berges verlaufen die von Wilhelmsfeld nach Süden führenden Landesstraßen 536 und 596.
Etwa 780 m südlich vom Gipfel des Schriesheimer Kopfs liegt auf dem Gebirgspass der Landesstraße 596 von Wilhelmsfeld nach Peterstal der Wandererparkplatz Langer Kirschbaum mit einer Schutzhütte.
Weitere Wanderwege am Schriesheimer Kopf sind:
- Der 90 km lange HW34,[5] ein mit gelbem Andreaskreuz markierter und von Ladenburg unter anderem über den Katzenbuckel nach Osterburken verlaufender Hauptwanderweg des Odenwaldklubs, führt östlich des Parkplatzes über den Südhang des Bergs.

- Um den Berg verlaufen der Kameralwaldweg W5 (11,1 km), der Holzapfelbaumweg W6 (5,2 km) und der Schriesheimer-Kopf-Weg W7 (2,6 km).[3]